# Grandview Lookout Tree
Ne doit pas être confondu avec Grandview Lookout Tower and Cabin.
Le Grandview Lookout Tree est un arbre remarquable servant de tour de guet dans le comté de Coconino, en Arizona, dans le sud-ouest des États-Unis. Protégé au sein de la forêt nationale de Kaibab, il est inscrit au Registre national des lieux historiques depuis le 13 janvier 1992.